# Fraley-Syndrom
Beim Fraley-Syndrom, auch Syndrom der oberen Kelchgruppe oder oberes Kelchsyndrom genannt, handelt es sich um eine intermittierende Dilatation der oberen Kelchgruppe der Niere durch Kompression des Kelchhalses, häufig durch ein aberrierendes Gefäß.
Die Veränderung wurde erstmals von dem amerikanischen Urologen Elwin Fraley  im Jahre 1966 beschrieben.

## Klinik
Anscheinend ist die Veränderung häufig symptomlos.
Klinisch treten einseitige und intermittierende Schmerzen der Flankengegend mit Druck- und Klopfschmerzhaftigkeit auf, ferner kommt es zur Mikro- und/oder Makrohämaturie.
Als Komplikationen können Konkremente oder umschriebene Entzündungen am Oberpol der Niere auftreten. Gehäuft findet sich eine vermehrte Mobilität der Niere (Ren mobilis).

## Diagnostik
Sowohl bei der Ultraschalluntersuchung als auch bei einer Röntgenuntersuchung wie dem Ausscheidungsurogramm findet sich eine isolierte Aufweitung der oberen Kelchgruppe mit Verengung des Kelchhalses.
Ursächlich kann ein aberrierendes Gefäß vorliegen, aber auch eine anlagebedingte Enge des Kelchhales (Dysplasie) oder eine erworbene Kelchhals-Striktur z. B. nach einer Entzündung oder einem Steinabgang.

## Differentialdiagnose
Abzugrenzen sind Erweiterungen mehrerer oder aller Kelchgruppen bei der Hydronephrose (obstruktiv) und bei der Megakalikose.

## Behandlung
Eine ursächliche Therapie ist nur operativ möglich.